# Corin Vanden Berghe
L'artiste belge Corin Vanden Berghe est un peintre figuratif dont le travail se caractérise par des échappées abstraites. Son œuvre est ancrée dans des recherches picturales sur les couleurs, les lignes, l'harmonie et le chaos.
Thèmes récurrents et style
La peinture de Corin Vanden Berghe s'articule autour de plusieurs thèmes centraux :
* Architecture : Corin s'intéresse à l'architecture brutaliste et moderniste, qu'iel utilise pour représenter des états d'âme plutôt que de simples constructions.
* La condition humaine : Certaines de ses toiles mettent en scène des personnages dans des environnements végétaux et architecturaux, évoquant la solitude et le questionnement sur le sens de notre existence. Iel peint également des "femmes libres" s'alanguissant dans une végétation luxuriante.
* Spiritualité et métaphysique : La figure des anges est présente sous forme de statues, suggérant l'existence de dimensions au-delà du monde physique. Son œuvre cherche à exprimer un espace mental peuplé d'objets, avec pour quête ultime la recherche d'une "profondeur lumineuse" et d'une "poésie sombre et primitive".
Corin Vanden Berghe
né.e le 4 septembre 1965 à Ixelles, Belgique est un peintre et artiste plasticien.ne
belge. Actif-ve depuis les années 1990, iel est connu.e pour une œuvre figurative
mêlée d'échappées abstraites, explorant des thématiques liées à l'architecture, la
nature et l'espace mental.
Formation :
Corin Vanden Berghe reçoit une formation artistique de cinq ans dans un atelier
privé (1977-1982), où iel apprend le dessin et la peinture à l'huile. Parallèlement à
son intérêt pour les arts visuels, iel obtient un master en psychologie clinique à
l'Université libre de Bruxelles (1983-1988).
Après ses études, iel approfondit ses connaissances artistiques par diverses
formations :
• Dessin au fusain et peinture à l'huile d'après modèle vivant à l'Académie de
  Watermael-Boitsfort (1989).
• Pastel sec et gras, acrylique, collage et tempera.
• Encre de Chine et écoline sur papier d'après modèle en mouvement (Atelier
  Couper la tête, 2014).
• Formation en céramique (Atelier Terre, 2021).
• Gravure, techniques d'impression et outils graphiques numériques (Cours de
  Communication visuelle, Académie des Arts de Bruxelles, 2022).
Carrière :
Depuis 1994, Corin Vanden Berghe expose régulièrement, aussi bien dans des
galeries privées que dans des institutions culturelles en Belgique et à l'étranger. 
Son travail a été montré notamment au Botanique, à Bozar, à la Maison Belge de
Cologne, ainsi qu'à la Centrale for Contemporary Art de Bruxelles. 
3 reportages télévisuels lui ont été consacrés :
1999 : Exposition au Musée d'Art Spontané filmée et diffusée sur Évent TV, avec interview sur le plateau tv.
2001: reportage sur sa peinture dans l'émission "Courant d'Art" présentée par Françoise Walravens, RTBF
2003 : Émission "Dites-moi" de Michèle Cédric, RTBF, présentation d'une œuvre. 

Centrale for contemporary art

Œuvre :
La peinture de Corin Vanden Berghe est essentiellement figurative, ponctuée de
passages abstraits. Ses compositions se construisent autour d'une idée centrale,
tout en laissant place à plusieurs niveaux de lecture.
Les thèmes abordés incluent l'architecture brutaliste et moderniste, représentée
comme métaphore d'états d'âme, ainsi que des environnements où personnages 
et nature cohabitent, évoquant solitude, liberté et quête de sens. Des anges et 
des figures féminines apparaissent dans certaines œuvres, symbolisant des 
dimensions au-delà de la réalité tangible.
Plus récemment, iel développe une série autour de l'objet "voiture", métaphore du 
corps et de l'esprit humain, incarnation matérielle de pensées et de voyages 
intérieurs.
Son objectif pictural revendiqué est la recherche d'une « profondeur lumineuse »
mêlant poésie sombre, primitive et éclatante.
Expositions sélectionnées (parmi 47 expositions,  23 solo et 24 de groupe)
•  1995 - Cobra Gallery Bar, Bruxelles
•  1999 – Musée d'Art Spontané, Bruxelles
•  2000 – Botanique, Bruxelles
•  2003 - Mineta Move Art Gallery, Bruxelles 
•  2004-2005 – Sabine Wachters Fine Art, Knokke
- 2008 - Maison Belge de Cologne, Cologne

•  2015 - Affordable Art Fair, Bruxelles
- 2018 – Bozar, Bruxelles (Vente aux enchères pour la fondation Ishane Jarfi)
- 2023 - Centre d'arts pluriels Autonomie, Bruxelles

•  2024 - Centrale for Contemporary Art, Bruxelles (exposition “Hosting")
Collections publiques : 
- 2 grandes toiles et un pastel au Musée d'art spontané. Bruxelles

Collections privées :
-  Plusieurs collectionneurs possédant au moins 5 œuvres de l'artiste.
Bibliographie :  
- Un livre d'art "Corin Vanden Berghe - Peintures",  et texte de Hay de Talbe. Edition 2023. Le texte intégral du livre se trouve sur le site officiel du peintre : covanberg.e-monsite.com
- Livret de peinture et de poésie "L'imaginaire du réel". Édition 2023
- Publication dans le livre "Ceci n'est pas un masque" de Théo Ghiele, traitant des rapports entre l'autisme, l'art primitif et l'art contemporain.
- Publications dans divers catalogues d'exposition.
- Le travail de l'artiste a fait l'objet d'un article dans le numéro 30 de la revue trimestrielle FLUX NEWS de janvier, février, mars 2003. L'article se concentre sur son exposition intitulée "Baptêmes", qui s'est tenue du 7 février au 22 mars 2003 à la Mineta Move Art Gallery à Bruxelles.
- Critique écrite par Yves De Vrees, et parue dans le magazine hebdomadaire bruxellois Agenda, qui fait référence à l'exposition "Baptêmes" à la galerie Mineta Move, rue des minimes, 32, Bruxelles

Liens externes :
Site officiel : covanberg.en-monsite.com
Instagram @calebvanberg
Instagram @caleb_vandenberghe
Corinne Vanden Berghe et le Musée d'Art Spontané
En 1999, l'artiste Corinne Vanden Berghe a exposé ses œuvres au Musée d'Art Spontané à Molenbeek. L'exposition, intitulée « Le Petit Prince dialogue avec l'Ange », a eu lieu du 22 mai au 15 juin 1999.
D'après les critiques de l'époque, son style, jugé farouchement individualiste et d'une grande originalité, la classait parmi les artistes naïfs et spontanés. La démarche artistique de Corinne Vanden Berghe a été saluée pour son aspect poétique.
L'exposition était une revisite de l'œuvre d'Antoine de Saint-Exupéry, Le Petit Prince. Au travers de trente-quatre toiles, l'artiste a imaginé de nouvelles aventures pour le personnage principal, le faisant rencontrer de nouveaux personnages et animaux étranges. Parmi les œuvres présentées, une en particulier a été mentionnée : une toile nommée « La balançoire au clair de lune ».
Les informations concernant le lieu de l'exposition (Musée d'Art Spontané, 51 boulevard Léopold II, Molenbeek) ont été intégrées pour plus de clarté.
Corinne Vanden Berghe, artiste peintre vivant et travaillant à Bruxelles, se distingue par une œuvre singulière, souvent décrite comme de la « poésie colorée ». Son travail est farouchement individualiste et ne se prête à aucune étiquette, la seule exigence de l'artiste étant que sa démarche soit unique, poétique et spirituelle.
Sa palette de couleurs est caractérisée par des tons souvent délavés, créant une atmosphère de clarté. Dans ses œuvres, elle s'inspire parfois de figures du cinéma ou de la littérature. Ses portraits et représentations architecturales dégagent un sentiment d'« inquiétante étrangeté », un trouble voire un érotisme, venant s'ajouter à la beauté des formes et des lignes.
La peinture de Vanden Berghe est un jeu maîtrisé de tensions et de relâchements, d'où émerge une spiritualité profonde. L'ordre et la maîtrise apparents sont contrebalancés par un côté naïf et brutal, conférant à ses œuvres un caractère mystique.
En 2014, son travail a été présenté dans le cadre de l'exposition «Crime de Aime" organisé par le groupe "Commonplaces ».
Corinne Vanden Berghe est une artiste dont le travail se caractérise par une exploration de son monde intérieur à travers la peinture. Son style est souvent qualifié d' expressionniste, utilisant des pastels néocolor et de l'acrylique. Ses œuvres se distinguent par des compositions polychromes, des visages fixes et des scènes qui dégagent une atmosphère à la fois déstabilisée et ordonnée.
Son travail est un reflet de son époque, qu'elle semble capter et exprimer à travers ses émotions. Un exemple cité est une toile où des feuilles mortes rouges sont méticuleusement dessinées au pastel, créant un sentiment de décrépitude et d'ordre obsessionnel, contrastant avec une bande de ciel bleue qui représente un espoir lointain.
Les thèmes récurrents incluent les relations humaines et la solitude, illustrées par des images de mains se tenant fermement, ou à l'inverse, des mains tendues qui ne se touchent jamais. La délicatesse et la fragilité sont des éléments clés de son art, ses tons pastel effleurant la vie plutôt que de la saisir pleinement.
L'artiste explore également l'abstraction, comme dans l'œuvre « Transfiguration », où une silhouette de ville ou d'usine en blanc cassé se détache sur un fond bleu radical. Ce thème de la « transfiguration » revient dans une autre de ses œuvres, avec un couple décalé et virtualisé.
L'inquiétude et le trouble sont des sentiments qui imprègnent son travail et qui s'installent progressivement chez le spectateur.
Le critique Pierre Istace, dans un article du 14 mai 2000, évoque l'étrangeté de ses œuvres, tout en reconnaissant un certain mystère qui les rend captivantes.
Corinne Vanden Berghe (née à Ixelles en 1965) est une artiste qui a consacré plusieurs années à un cycle de peintures monumentales inspirées de l'ouvrage Dialogues avec l'Ange de Gitta Mallasz. Ce livre, qui témoigne d'une expérience spirituelle de 1943, transmet un message centré sur la foi, le don et l'action.
Les œuvres issues de ce projet, regroupées sous le titre "Baptêmes", expriment une harmonie énigmatique où des structures intuitives sont reconstruites. La démarche de l'artiste combine une gestualité initiale avec une superposition de couches de peinture, tantôt opaques, tantôt transparentes, qui évoluent à travers le temps et l'espace.
L'objectif de ces peintures est de rendre visible l'invisible, c'est-à-dire de figurer l'état spirituel qui, selon l'artiste, habite la matière et lui donne son sens et sa vie.
Une exposition de ces œuvres, "Baptêmes", s'est tenue du 6 février au 22 mars 2003 à la galerie MINETA MOVE ART GALLERY à Bruxelles.
"Baptêmes" (2002-2003)
Le livret de l'exposition "Baptêmes", qui a eu lieu en 2003, contient un texte poétique écrit par Do Kananga en décembre 2002. Ce texte accompagne les œuvres de Corinne Vanden Berghe et explore les thèmes abordés par l'artiste dans ce cycle de peintures.
Le texte, rédigé comme un poème, décrit un voyage de l'âme à travers des concepts de vie et de mort, de chaos et de renaissance. Il évoque une âme qui voyage dans les « limbes » pour réunir les « cendres » et les « cœurs éteints », annonçant un renouveau symbolisé par le lever d'un astre.
Kananga dépeint un monde où la vie s'anime partout : la sève circule dans l'algue et la pierre, la nature (chlorophylle, corail, broussailles, jardin) se mêle aux éléments (eau, air, étoiles). Il aborde la dualité de ce monde, où l'amour et la destruction coexistent, soulignée par des termes comme « s'adore, se dévore » et l'évocation d'un « cimetière ». L'auteur fait également une référence mythologique à Quetzalcoatl, le dieu aztèque, et aux anges.
Le poème se termine sur une note de persévérance et d'espoir. Malgré le chaos, l'ombre et la tourmente, des figures féminines (Vénus, Mammas) veillent, symbolisant une force de création. De ce chaos émerge une « perle, un joyau », la lumière. L'artiste y est décrit comme une voix qui « parle [...] en images », offrant une illumination qui se manifeste à travers ses toiles.
Ce texte met en lumière la dimension spirituelle et mythologique de l'œuvre "Baptêmes", en lien avec le cycle de peintures inspiré par le livre Dialogues avec l'Ange de Gitta Mallasz.
Corinne Vanden Berghe est une artiste dont le travail a fait l'objet d'un article dans le numéro 30 de la revue trimestrielle FLUX NEWS de janvier, février, mars 2003. L'article se concentre sur son exposition intitulée "Baptêmes", qui s'est tenue du 7 février au 22 mars 2003 à la Mineta Move Art Gallery à Bruxelles.
L'exposition présentait un cycle de peintures monumentales sur lequel l'artiste travaillait depuis 1999, inspiré par le livre Dialogues avec l'Ange de Gitta Mallasz.
Le style de Vanden Berghe est décrit comme "inclassable". L'artiste navigue entre les styles et les genres, passant d'une sobriété aux accents monochromes à une peinture figurative haute en couleur qui rappelle des "égéries mystiques". Cette démarche artistique témoigne d'une volonté de l'artiste de préserver sa singularité, se tenant à l'écart des modes et des courants artistiques contemporains.
Le texte souligne que les peintures de Corinne Vanden Berghe sont le reflet de sa nature intérieure "riche et intuitive". L'artiste elle-même met l'accent sur la dimension spirituelle de son travail, expliquant que ses œuvres "tentent de figurer l'invisible, cet état spirituel qui habite toute matière et qui lui donne à la fois sens et vie."
Cette exposition a également inclus une collaboration avec Filyp Sangdor pour la partie sonore, et une des œuvres exposées, une peinture de 200x130cm, était surnommée "la dame de coeur".
Après avoir lu le livre Dialogues avec l'ange de la Hongroise Gitta Mallasz, Corinne Vanden Berghe (Bruxelles, 1965) a décidé de se consacrer entièrement à la peinture et d'intégrer sa propre spiritualité dans son travail. Le livre, qui décrit une expérience spirituelle de 1943, a inspiré Vanden Berghe à faire une série de peintures monumentales.
Selon une critique de la MINETA MOVE ART GALLERY, Vanden Berghe est un artiste qui ne fait pas de concessions. Son travail est décrit comme une approche intense et purement picturale du médium. Sans tomber dans une iconographie ésotérique évidente, elle développe un langage visuel qui reste sur ses grandes toiles.
L'œuvre est caractérisée par une stratification créée par l'utilisation de peintures et de transparences, ce qui suggère un processus en constante évolution. La revue souligne que, même sans connaissance du contexte mystique, l'œuvre a suffisamment de profondeur pour être appréciée. L'exposition de Vanden Berghe est considérée comme une présentation courageuse d'un travail « différent » et « difficile » à une époque de superficialité, et est décrite comme un « Baptême de feu » réussi.
La critique, écrite par YDV, Yves De Vrees, fait référence à l'exposition de son travail jusqu'au 22 mars à Minimenstraat 32, Bruxelles.
Le travail de Corinne Vanden Berghe est analysé dans le livre "Ceci n'est pas un masque..." de Théo Ghiele, paru en 2001. Cet ouvrage explore la thématique du visage et de l'expression chez plusieurs artistes féminines contemporaines.
Selon l'analyse de Ghiele, l'œuvre de Vanden Berghe se distingue par sa puissance et sa sensibilité, et est vue comme une sublimation de l'autisme. Le critique met en lumière la dissociation totale exprimée par les fonds vides et la palette de couleurs spécifiques de l'artiste. Cette approche crée un sentiment d'existence dans la non-existence.
Les caractéristiques principales de ses portraits sont :
* Le regard : Des yeux fixes et hagards qui symbolisent un état de « regard hallucinatoire » et une impasse psychologique.
* La féminité : Souvent, seule la bouche, fortement accentuée, témoigne de la féminité dans des portraits par ailleurs androgynes.
* Les détails : L'artiste utilise des détails minimaux mais significatifs, tels qu'une subtile forme de cœur, des sourcils et un nez délicatement esquissés, ainsi que des lignes de pommettes descendantes. Les narines accentuées et l'extrême verticalité du visage contribuent à créer un « visage-masque » d'une « belle introversion hallucinatoire ».
Ces caractéristiques formelles rappellent les masques stylisés du peuple Lega, en raison de leur approche primitive, de leur monumentalité, de leur énergie et de leur énigme. Le texte de Ghiele rapproche également le travail de Vanden Berghe de celui d'autres artistes féminines comme Vanessa Beecroft et Marlene Dumas, bien qu'il souligne que, contrairement à l'extroversion de Schleiffert, l'artiste belge s'inscrit dans une démarche d'introversion.
L'auteur conclut en notant le caractère ésotérique des peintures de Vanden Berghe, qui demandent un effort d'interprétation. Une œuvre illustrée dans le livre, "Automne" (2004), est accompagnée d'une citation de l'artiste : « L'Automne. Un jour, j'ai vu le soleil se coucher 43 fois », qui offre une clé de lecture pour l'« hallucination apocalyptique » présente dans ses œuvres, décrites comme des « masques tranquilles, mais fragiles ».
Corin Vanden Berghe est une artiste dont le travail se caractérise par une approche conceptuelle et introspective. Ses toiles agissent comme des portes ouvertes sur l'imaginaire, invitant le spectateur à une réflexion sur la beauté et l'identité plutôt que de se limiter à une simple observation. L'artiste utilise un « contre-pied systématique » pour questionner le spectateur sur sa perception de la beauté féminine, créant ainsi une position paradoxale.
Ses œuvres dégagent une « inquiétante étrangeté » qui se superpose à un premier sentiment de réconfort. Cette sensation est renforcée par l'usage de slogans poétiques ou de phrases énigmatiques intégrés aux toiles, créant une « troisième dimension conceptuelle ». Ce style a été décrit comme une « métaphysique du glamour ».
Les espaces architecturaux sont un thème récurrent dans son travail. Souvent représentés comme des lieux vides et emplis d'absence, ils accueillent un personnage décalé et mélancolique, symbolisant la solitude intérieure de l'individu. L'architecture, en tant qu'espace structuré, est utilisée comme une métaphore du moi.
La dimension analytique de ses tableaux est centrale, exprimant la force de l'individu face à lui-même. Le désir, toujours troublant, et l'émotion, vibrante, sont des éléments clés de son œuvre. Ces émotions sont tempérées par une palette de couleurs réduite, mais sont intensifiées par l'intégration de collages, qui créent une effraction du réel dans l'espace onirique de ses compositions.
Texte signé Charles Vandervelden, collectionneurExposition "Métaphysique du glamour"
Corinne Vanden Berghe est une artiste connue pour son exploration de la métaphysique du glamour. Son travail se caractérise par une réflexion sur la beauté, l'identité et les émotions humaines à travers des portraits féminins.
Style artistique et thèmes
L'une de ses séries notables, intitulée "Métaphysique du Glamour", présente une douzaine de visages de femmes inspirés de photographies de stars de cinéma. L'artiste alterne entre des expressions douces et dures, immobiles et tourmentées, dans un style qui a été qualifié d'expressionniste.
Son travail aborde des thèmes philosophiques tels que l'amour, la mort et la folie. D'un point de vue esthétique, elle s'interroge sur ce qui définit la beauté et l'éclat d'un visage.
Corinne Vanden Berghe utilise une palette de couleurs sobre, principalement le blanc, le noir et le rouge, pour donner du sens à ses œuvres. Elle y ajoute parfois des "slogans poétiques" qui complètent son propos.
Dans une autre partie de son œuvre, elle réalise également des collages, qu'elle conçoit dans un esprit de pureté et de simplicité. Ces collages posent les mêmes questions que ses tableaux, mais dans des formats plus intimes.
Bruxelles Art Nouveau
Bruxellesartnouveau.blogspot.com
Exposition "Eden gardeN" 
Corin Vanden Berghe explore aussi l'architecture moderne et évoque la maison de son enfance, une maison avant-gardiste de Louis-Herman De Koninck (né en 1896, à l'époque de l'Art nouveau et décédé en1984) qui fut, comme toujours, impitoyablement sacrifiée à la promotion immobilière.
La maison d'enfance de Corin Vanden Berghe, évocation d'une oeuvre
(disparue) de L.-H. De Koninck.
Pierre Istace
Publié par Bruxellesartnouveau.blogspot.com
Corin Vanden Berghe est une artiste belge dont le travail se concentre sur une réflexion autour de l'éternel féminin et de la nature. Ses œuvres, notamment sa série "Femmes Montagnes # Ange", explorent la relation symbiotique entre la femme et son environnement.
Style et thèmes
L'artiste perçoit la femme dans une dimension "sculpturale", la plaçant au centre de ses toiles de manière statufiée. Cette approche donne une impression de "Statuaire classique" à ses personnages féminins. Cette perception se manifeste dans des œuvres comme "STATUE" (huile sur toile, 70 x 50 cm), où un personnage féminin est allongé sur un bloc de pierre, évoquant à la fois l'image d'un "gisant" et la "volupté de l'abandon" sur un divan.
Corin Vanden Berghe utilise un chromatisme sobre et tendre, souvent limité à deux ou trois couleurs, pour mettre en valeur le sujet principal. Ce traitement de la couleur permet de centrer l'attention sur la femme au sein de la composition.
Son travail est caractérisé par une dimension sculpturale et mythologique dans la représentation du corps féminin.
Analyse d'œuvre : FEMMES MONTAGNES
Dans l'œuvre FEMMES MONTAGNES (huile sur toile, 130 x 95 cm), l'artiste établit une symbiose entre le corps féminin et le paysage. Le corps de la femme, représenté sans visage, se fond avec la toile, devenant un élément de la nature elle-même.
* Composition : Le corps de la femme n'est visible qu'à partir de la partie médiane, avec le buste, le ventre et les jambes dans une posture évoquant une mise au monde.
* Symbolisme : Une montagne émerge du genou gauche de la femme, symbolisant une blessure qui donne naissance à une force massive. L'artiste oppose la femme, perçue comme un élément chtonien (terrestre), à la montagne, qui culmine vers le ciel (l'ouranien). La femme devient ainsi la terre qui donne naissance à la montagne.
* Dimension Mythologique : L'œuvre est imprégnée d'une dimension mythologique, explorant le corps féminin non seulement comme une figure, mais comme un élément primordial de la création.
Ce texte propose l'analyse d'une nouvelle œuvre, "FEMME MAÏS", et mentionne deux autres tableaux.
Analyse d'œuvre : FEMME MAÏS
Dans l'œuvre FEMME MAÏS (huile sur toile, 130 x 95 cm), la femme émerge du paysage, symbolisée par un champ de blé. Le sujet est représenté avec une grande sobriété chromatique, utilisant principalement le vert à l'avant-plan et le noir à l'arrière-plan.
* Composition : Le tableau présente la femme de dos, vêtue d'un pagne jusqu'aux hanches, dans une perspective en contre-plongée qui accentue son mouvement ascensionnel. Sa chevelure est traitée comme une "tache" stylisée.
* Symbolisme et Style : La robe de la femme, conçue avec des traits ondulés verts et des stries blanches, lui confère vitalité et nervosité. Le traitement de la couleur lie la femme aux épis de blé, tandis que le ciel noir aux notes blanches évoque l'univers du Sturm und Drang allemand du 19ème siècle, conférant à l'œuvre une dimension romantique et épique dans une écriture contemporaine.
* Technique : La peinture de Corin Vanden Berghe est généralement caractérisée par une matière lisse, à l'exception de quelques toiles comme "ICARE" et "DANS L'HERBE" (huile sur toile, 70 x 50 cm) où elle utilise davantage la technique au couteau pour créer du relief.
Ce texte se concentre sur l'analyse d'une nouvelle œuvre, "PURE CONSCIENCE".
Analyse d'œuvre : PURE CONSCIENCE
L'œuvre PURE CONSCIENCE (acrylique sur toile, 150 x 90 cm) a été réalisée en trois ans. Elle est remarquable par sa composition cinématographique, se déroulant dans une station de métro.
* Composition : Le tableau est structuré autour de quatre escalators : deux latéraux en mouvement ascendant, et deux au centre. La perspective est dynamisée par les barres des escalators et les plaques métalliques du tapis roulant, orientant le regard vers le haut.
* Thèmes et Symbolisme : L'œuvre est considérée comme "métaphysique". Elle transforme le cadre banal d'une station de métro en une scène d'élévation spirituelle. La "sphère céleste" vers laquelle mènent les escalators et la présence d'un "Ange" contribuent à cette atmosphère. La couleur blanche, utilisée pour les contours des escalators et de l'Ange, agit comme une auréole, renforçant la dimension sacrée de la composition.
* Technique et Autoportrait : L'artiste se représente elle-même dans la toile, sur l'escalator central. Elle a utilisé une photographie d'elle-même dans une posture de "soumission", la tête baissée et les bras le long du corps. Sa silhouette est traitée comme un "ectoplasme" dans un chromatisme noir et blanc,
rendant sa présence à la fois effacée et physique. Les reflets de néons sur le verre des escalators enrichissent la composition.
Communiqué par François Spenranza 
https://artsrtlettres.ning.com/profiles/blogs/de-la-nature-a-l-image-l-oeuvre-de-corinne-vander-berghe-3
Juin 2020
Ce texte est un communiqué de presse pour l'exposition "L'Imaginaire du réel", ajoutant une nouvelle dimension au travail de l'artiste.
L'artiste belge Corinne Vanden Berghe explore plusieurs thèmes majeurs dans son œuvre, notamment l'identité féminine, la relation entre l'humain et la nature, et, plus récemment, l'architecture et l'espace.
Parcours et thèmes
Fille d'architecte, Corinne Vanden Berghe développe une fascination pour l'espace bâti, qu'elle interroge dans sa série de peintures intitulée "L'imaginaire du réel". Son travail sur ce sujet se nourrit de la mémoire de sa maison d'enfance, à travers des plans et des croquis qui ont marqué son éducation.
Dans ses œuvres, elle joue sur une "délicieuse ambiguïté" entre ce qui est réel et imaginaire dans l'architecture, en superposant des structures solides à des éléments plus personnels et oniriques. Cette approche lui permet d'explorer les lieux à la fois dans leur matérialité et leur dimension psychologique.
Ce thème architectural s'ajoute à ses réflexions précédentes sur le glamour, le corps féminin (comme dans Femmes Montagnes et Femme Maïs) et la métaphysique (comme dans Pure Conscience), créant un ensemble d'œuvres qui questionne la perception et la mémoire.
https://artesio.art/?s=0201010000&p=378
Exposition HOSTING à la Centrale for Contemporary Art.
Revue de presse, en Belgique et à l'international.
Presse belge :
- La Libre Belgique : plusieurs articles dont "À vos agendas, les expositions à ne pas rater cet automne" (30.08.2024), "Accueillir toute la diversité des artistes à Bruxelles" (19.10.2024) et "Nos choix étoiles" (31.12.2024). https://www.lalibre.be/culture/arts/2024/10/13/accueillir-toute-la-diversite-des-artistes-a-bruxelles-6NVEWNDC7VDHZAV3OSX4UU5LTI/
- Le Vif: "Fermer pour (mieux) s'ouvrir" (12.09.2024) et "Hosting" (24.10.2024).
- L'article du Vif sur l'exposition "Hosting" à la Centrale, intitulé "Quand un musée ferme, c'est pour mieux rouvrir", souligne la nature ouverte et inclusive de l'exposition, qui célèbre la diversité artistique bruxelloise après la réouverture du lieu. L'exposition, inspirée par la "Summer Exhibition" de la Royal Academy de Londres, met en avant un appel à candidatures ouvert à tous les artistes de la capitale, sans distinction de notoriété
- Le Soir: "L'événement expos Bruxelles" (25.09.2024) et "hosting" (24.09.2024).
- https://www.lesoir.be/624853/article/2024-09-24/hosting
- L'Echo: "Tania Nasielski, Centrale for contemporary art « Favoriser la curiosité est fondamental »" (12.10.2024 et 11.10.2024).
- https://www.lecho.be/culture/expo/tania-nasielski-centrale-for-contemporary-art-favoriser-la-curiosite-est-fondamental/10568420.html

*   La DH et RTL : ont relayé l'information sur la réouverture de la Centrale et la présentation de 247 artistes de Bruxelles (10.10.2024).
*   Bruzz: "Tania Nasielski, artistiek directeur Centrale: 'Kunstwerken te koop vanaf 100 euro'" (11.10.2024), "'Hosting' in de Centrale: drukte in het open huis" (14.10.2024) et "Expo 'hosting' à la Centrale: 'Bruxelles est devenue plus que le nouveau Berlin'" (26.01.2025). https://www.bruzz.be/actua/cultuurnieuws/tania-nasielski-artistiek-directeur-centrale-kunstwerken-te-koop-vanaf-100-euro
Presse internationale :
• Beaux Arts Magazine : "5 expos incontournables à Bruxelles cet automne" (10.10.2024). https://www.beauxarts.com/expos/quelles-sont-les-expos-incontournables-a-bruxelles-cet-automne/
• Les Inrockuptibles : ""Hosting": la Centrale expose la scène artistique bruxelloise pour sa réouverture" (15.10.2024). https://www.lesinrocks.com/arts-et-scenes/hosting-la-centrale-expose-la-scene-artistique-bruxelloise-pour-sa-reouverture-631797-15-10-2024/
• Le Journal Des Arts : "La Centrale accueille 247 artistes sans podium ni hiérarchie" (10.12.2024). https://www.lejournaldesarts.fr/expositions/la-centrale-accueille-247-artistes-sans-podium-ni-hierarchie-175219
1. ↑  « ARTESIO | », sur www.artesio.art (consulté le 17 août 2025)
2. ↑  « CORIN VANDEN BERGHE PEINTURES », sur covanberg.e-monsite.com (consulté le 17 août 2025)